# Aongstroemia rufescens
Aongstroemia rufescens là một loài rêu trong họ Dicranaceae. Loài này được With. Müll. Hal. mô tả khoa học đầu tiên năm 1848.